# Pino Daniele
Giuseppe Daniele dit Pino Daniele, né le 19 mars 1955 à Naples et mort le 4 janvier 2015 à Rome, est un chanteur et auteur-compositeur-interprète italien.

## Biographie
Né dans une famille pauvre, aîné d'une fratrie de six enfants, Pino Daniele est élevé par deux de ses tantes Lia et Bianca, ses parents ne pouvant subvenir à son éducation. Il apprend en autodidacte à jouer de la guitare.
Il commence sa carrière à la fin des années 1970 avec l'album Terra Mia,.
Au début des années 1980, il tente de se faire connaître en France, la firme Polydor proposant en édition française ses trois derniers albums. Il participe au Printemps de Bourges 1985. Par la suite, plusieurs de ses œuvres sont sorties en France en CD sans qu'il en assure la promotion, notamment en 1988 Schizzichea with love .
Outre La mazzetta (1978), Pino Daniele a aussi composé les musiques pour les bandes sonores des films Le vie del Signore sono finite (1986) et Pensavo fosse amore invece era un calesse (1991), tous les deux dirigés par son ami Massimo Troisi, lui aussi napolitain. Sa voix, qui se place dans un registre très élevé, a un timbre singulier, cristallin et pénétrant. À cause de problèmes cardiaques, il a sensiblement réduit le nombre de ses concerts dans ses dernières années.
La nuit du 4 au 5 janvier 2015, il est terrassé par une crise cardiaque dans sa villa en Toscane et meurt dans un hôpital de Rome, à l'âge de 59 ans,.

## Style musical
Dès les années 1960, influencé par la musique rock, mais aussi par le jazz de Louis Armstrong, il réalisa une synthèse entre éléments musicaux et linguistiques très variés, suivant un parcours personnel toujours contrôlé sur le plan de la composition.
Sa passion hétéroclite pour la musique (passant de Elvis Presley à Mario Merola) lui donna l'occasion de faire naître un style musical, qu'il appelle lui-même « taramblu », pour montrer le mélange entre tarentelle, rumba et blues, pris comme emblèmes de leurs cultures respectives.
Au début, ces compositions étaient caractérisées par une forte connotation sociale et politique, mais plus récemment, il s'est adapté à un marché plus commercial, au point où il est considéré comme un important interprète de la world music.

## Discographie
- 1977 : Terra mia

1. Napule è 3:47
2. Na tazzulella 'e cafè 3:22
3. Ce sta chi ce penza 3:25
4. Suonno d'ajere 4:13
5. Maronna mia 2:52
6. Saglie saglie 2:39
7. Terra mia 2:06
8. Che calore 2:56
9. Chi pò dicere 1:27
10. Fortunato 3:00
11. Cammina cammina 2:46
12. 'O padrone 3:50
13. Libertà 3:49

- 1979 : Pino Daniele

1. Je sto vicino a te 3:44
2. Chi tene 'o mare 2:47
3. Basta na jurnata 'e sole 3:36
4. Je so' pazzo 3:00
5. Ninnanàninnanoè 4:15
6. Chillo è nu buono guaglione 2:48
7. Ue man! 4:44
8. Donna Cuncetta 3:51
9. Il mare 3:43
10. Viento 1:35
11. Putesse essere allero 3:44
12. E cerca 'e me capì' 2:28

- 1980 Nero a metà
- 1981 Vai mò
- 1982 Bella 'mbriana
- 1983 Live RTSI (Radio Télévision suisse italienne)
- 1983 Common Ground de Richie Havens (participation-production)
- 1984 Musicante
- 1984 Sciò live
- 1985 Ferryboat
- 1987 Bonne soirée
- 1988 Schizzichea with love
- 1988 Le vie del signore sono finite (BOF)
- 1989 Mascalzone latino
- 1991 Un uomo in blues
- 1992 Sott' O Sole
- 1993 Che Dio ti benedica
- 1994 E Sona Mo (live)
- 1995 Non calpestare i fiori nel deserto
- 1997 Dimmi cosa succede sulla terra
- 1998 Yes I Know My Way-The Best Of
- 1999 Come un gelato all'equatore
- 2001 Medina
- 2002 Concerto (live)
- 2003 Daniele-Ron-Mannoia-De Gregori (Live tournée à 4)
- 2004 Project Passi d'autore
- 2005 Iguana Cafè
- 2006 Iguana Cafè Dual-Disc - CD/DVD
- 2007 Il mio nome è Pino Daniele e vivo qui
- 2008 Ricommincio dà 30 (3 CD)
- 2009 Electric Jam
- 2010 Boogie Boogie Man
- 2012 La Grande Madre
- 2013 Tutta 'Nata Storia-Vai Mo'-Live In Napoli (live) + DVD
- 2014 Nero A Metà (Extended)--2 inédits et 9 démos ou versions alternatives
- 2015 Nero A Metà Live A Milano
- 2015 Tracce Di Libertà -3 CD- I
- 2015 Tracce Di Libertà -6 CD- II